# يزيد بن الأصم
يزيد بن الأصم، تابعي، وأحد راوة الحديث النبوي.

## سيرته
يزيد بن الأصم، واسم الأصم عمرو، ويقال: عبد عمرو بن عبيد، ويقال: عدس بن معاوية بن عبادة، ويقال: عدس بن معاوية بن معاوية بن عبادة بن البكاء بن عامر ابن ربيعة بن عامر بن صعصعة العامري البكائي، أبو عوف الكوفي نزيل الرقة. أمه برزة بنت الحارث أخت ميمونة بنت الحارث زوج النبي ﷺ، وخالة عبد الله بن عباس.
من جلة التابعين بالرقة ولأبيه صحبة، وقيل أنه رأى النبي. مات يزيد بن الأصم سنة 101 هـ. وقال أبو عبيد القاسم بن سلام، وأبو عروبة الحراني: مات سنة ثلاث ومئة. وكان ابن ثلاث وسبعين سنة.

## روايته للحديث النبوي
- روى عن: خالته أم المؤمنين ميمونة بنت الحارث وابن خالته عبد الله بن عباس وسعد بن أبي وقاص وأبي هريرة وعائشة بنت أبي بكر ومعاوية بن أبي سفيان وعوف بن مالك وغيرهم.
- روى عنه: الأجلح بن عبد الله الكندي، وبسر بن عبيد الله الحضرمي، وجعفر بن برقان، وأبو فزارة راشد بن كيسان العبسي، وابن أخيه عبد الله بن عبد الله بن الأصم، وعبد الله بن محرز الجزري، وعبد الملك بن عطاء العامري، وابن أخيه عبيد الله بن عبد الله بن الأصم، وعلي بن بذيمة، وليث بن أبي سليم، و[[ابن شهاب الزهري|محمد بن مسلم بن شهاب الزهري، وميمون بن مهران، ويزيد بن يزيد بن جابر على خلاف فيه، وأبو إسحاق الشيباني، وأبو جناب الكلبي.
- الجرح والتعديل: وقال العجلي، وأبو زرعة الرازي، والنسائي: ثقة، وذكره ابن حبان في كتاب الثقات.[3]